# 2008 en Guinée-Bissau
Cet article présente les faits marquants de l'année 2008 en Guinée-Bissau.

## Évènements
- Dimanche 16 novembre 2008 :
  - Élections législatives. Quelque 540 000 électeurs sont appelés à élire 100 députés. Les opérations de vote sont financées par la communauté internationale, soucieuse de renforcer l'État de droit dans un pays miné par le trafic de la cocaïne sud-américaine[1]. Le chef de l'opposition et ancien président Kumba Yala accuse le président Joao Bernardo Vieira d'être le premier trafiquant du pays.
  - Le Parti africain pour l'indépendance de la Guinée et du Cap-Vert (PAIGC] remporte les législatives en obtenant 67 députés sur 100. Son chef Carlos Gomes Junior (59 ans) a été premier ministre d'avril 2004 à septembre 2005.
- Dimanche 23 novembre 2008 : la capitale Bissau est le théâtre d'une mutinerie de militaires. Des tirs ont été faits contre la résidence du président Joao Bernardo Vieira et une bataille de trois heures les ont confrontés avec les forces de sécurité.
- Mardi 2 décembre 2008 : l'auteur présumé de la tentative de coup d'État du 23 novembre est appréhendé. Il s'agit d'un sous-officier de marine, N'tchami Yala. La semaine dernière, six autres soldats soupçonnés d'avoir pris part à la tentative de coup de force avaient été interpellés et interrogés.
- Jeudi 25 décembre 2008 : le président Joao Bernardo Vieira nomme par décret le nouveau premier ministre Carlos Gomes Junior (59 ans), chef de l'ex-parti unique PAIGC, sorti grand vainqueur des élections législatives de novembre. Il est le 5e premier ministre en l'espace de trois ans. Il a déjà occupé ce poste d'avril 2004 à septembre 2005, avant d'être limogé par le président Vieira, avec qui il entretient des rapports difficiles[2].